# آلنا کیسلیتسووا
آلنا کیسلیتسووا (اسلواکی: Alena Kyselicová؛ زادهٔ ۱۴ نوامبر ۱۹۵۷) بازیکن هاکی روی چمن اهل چکسلواکی بود.
وی در مسابقات کشوری و بین‌المللی در مجموع برندهٔ ۱ مدال نقره شده‌است.